# Pusey (Oxfordshire)
Pusey – wieś w Anglii, w hrabstwie Oxfordshire, w dystrykcie Vale of White Horse. Leży 19 km na południowy zachód od Oksfordu i 96 km na zachód od Londynu. W 2001 miejscowość liczyła 55 mieszkańców.